# Glienicker See
De Glienicker See is een meer in Brandenburg ten zuidwesten van Berlijn.
Samen met de 0,7 km zuidelijker gelegen Sacrower See en de Heiliger See in Potsdam vormt het een ketting van meren die in de ijstijd ontstaan zijn.